# گرامین بانک

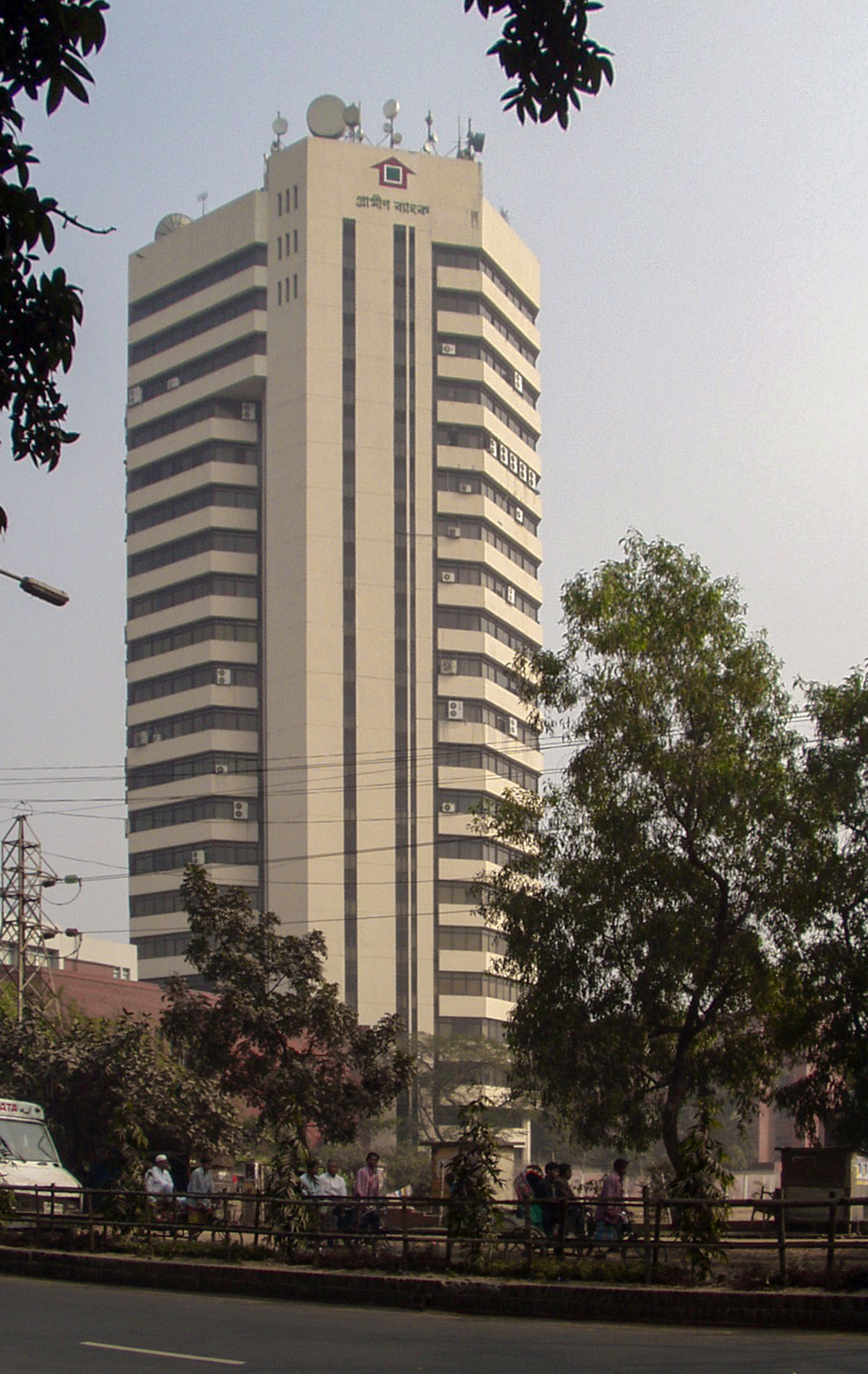
ساختمان مرکزی گرامین بانک، در داکا

گرامین بانک (به بنگالی: গ্রামীণ বাংক) شرکت خدمات مالی و بانکداری بنگلادشی است، که گونه‌ای از خدمات بانکی شامل: بانکداری خرد، سرمایه‌گذاری خرد، بانکداری سرمایه‌گذاری، مدیریت سرمایه‌گذاری و وام را ارائه می‌نماید.
گرامین بانک در سال ۱۹۸۳ توسط محمد یونس (برنده جایزه صلح نوبل در سال ۲۰۰۶) راه‌اندازی شد و در حال حاضر مالک شبکه‌ای از ۲٫۵۶۵ شعبه بانک، می‌باشد. شعبه مرکزی این بانک در شهر داکا، بنگلادش قرار دارد. یونس پروژه تحقیقاتی طراحی سیستم اعتباری خدمات بانکی برای ارائه به فقرای روستایی را راه اندازی کرد.
در اکتبر سال ۱۹۸۳، بانک گرامین توسط قانون ملی مجاز به انجام وظیفه به عنوان یک بانک مستقل بود. در سال ۱۹۹۸، برنامه مسکن کم هزینه این «بانک» جایزه جهانی هابیت را به دست آورد. در سال ۲۰۰۶، بانک و بنیانگذار آن، محمد یونس، به‌طور مشترک جایزه صلح نوبل را به دست آوردند.
محمد یونس در کتاب «بانک تهی‌دستان: وام‌های خرد و مبارزه علیه فقر جهانی» به تشریح جزئیات شکل‌گیری این بانک می‌پردازد.